# Campionati mondiali di tiro 1935
I campionati mondiali di tiro 1935 furono la trentesima edizione dei campionati mondiali di questo sport e si disputarono a Roma. La nazione più medagliata fu la Finlandia.

## Risultati

### Uomini

#### Carabina
| Evento                     | Oro                                                                                     | Oro       | Argento                                                                           | Argento   | Bronzo                                                                             | Bronzo    |
| Evento                     | Atleta                                                                                  | Risultato | Atleta                                                                            | Risultato | Atleta                                                                             | Risultato |
| 50m a terra                | Raymond Durand                                                                          | 398       | Johannes Vilberg                                                                  | 397       | Jacques Mazoyer                                                                    | 396       |
| 50m a terra a squadre      | Estonia Villem Jaanson Eduard Seren Gustav Lokotar Endel Rikand Johannes Vilberg        | 1964      | Svezia Olle Ericsson Tage Eriksson Erland Koch Karl Larsson Bertil Rönnmark       | 1960      | Francia Marcel Bouchez Raymond Durand Marcel Fitoussi Lucien Génot Jacques Mazoyer | 1954      |
| 50m in ginocchio           | Gustav Lokotar                                                                          | 389       | Ernst Rull                                                                        | 386       | Willy Røgeberg                                                                     | 385       |
| 50m in ginocchio a squadre | Estonia Villem Jaanson Elmar Kivistik Gustav Lokotar Endel Rikand Ernst Rull            | 1897      | Francia Marcel Bouchez Raymond Durand Marcel Bonin Lucien Génot Jacques Mazoyer   | 1896      | Svezia Olle Ericsson Tage Eriksson Erland Koch Karl Larsson Bertil Rönnmark        | 1893      |
| 50m in piedi               | Kullervo Leskinen                                                                       | 375       | Willy Røgeberg                                                                    | 374       | Olle Ericsson                                                                      | 370       |
| 50m in piedi a squadre     | Finlandia Nisse Vasenius Toivo Mänttäri Einari Oksa Kullervo Leskinen Osmo Rantala      | 1813      | Francia Marcel Bonin Marcel Fitoussi Marcel Bouchez Robert Mechet Jacques Mazoyer | 1808      | Svezia Sven Dessle Erland Koch Olle Ericsson Tage Eriksson Bertil Rönnmark         | 1804      |
| 300m 3 posizioni           | Viktor Miinalainen                                                                      | 1111      | Kullervo Leskinen                                                                 | 1111      | Jaak Kärner                                                                        | 1103      |
| 300m 3 posizioni a squadre | Finlandia Kullervo Leskinen Sven Lindgren Einari Oksa Viktor Miinalainen Nisse Vasenius | 5488      | Estonia Elmar Kivistik Jaak Kärner Endel Rikand August Liivik Ernst Rull          | 5466      | Svizzera Otto Horber Albert Salzmann Jakob Reich Ernst Tellenbach Karl Zimmermann  | 5446      |
| 300m a terra               | Bertil Rönnmark                                                                         | 392       | Raymond Durand                                                                    | 390       | Halvar Kongsjorden                                                                 | 388       |
| 300m in ginocchio          | Jaak Kärner                                                                             | 377       | Viktor Miinalainen                                                                | 376       | Kullervo Leskinen                                                                  | 375       |
| 300m in piedi              | Sven Dessle                                                                             | 356       | August Liivik                                                                     | 353       | Willy Røgeberg                                                                     | 352       |

#### Carabina militare
| Evento                     | Oro                                                                                                  | Oro       | Argento                                                                        | Argento   | Bronzo                                                                                    | Bronzo    |
| Evento                     | Atleta                                                                                               | Risultato | Atleta                                                                         | Risultato | Atleta                                                                                    | Risultato |
| 300m 3 posizioni           | Sven-Oscar Lindgren                                                                                  | 440       | Karl Zimmermann                                                                | 430       | Olle Ericsson                                                                             | 426       |
| 300m 3 posizioni a squadre | Ungheria Zoltán Soós-Ruszka Hradetzky Antal Simonfay Tibor Tarits Istvan Prepeliczay Bertalan Zsoter | 2013      | Svezia Olle Ericsson Sven Dessle Karl Larsson Lennart Rönnmark Bertil Rönnmark | 1977      | Svizzera Ernst Burgdorfer Albert Salzmann Gustav Eichelberger Beat Rhyner Karl Zimmermann | 1966      |
| 300m a terra               | M. Brion                                                                                             | 163       | Albert Salzmann                                                                | 160       | Sven-Oscar Lindgren                                                                       | 159       |
| 300m in ginocchio          | Sven-Oscar Lindgren                                                                                  | 162       | Osmo Rantala                                                                   | 152       | Giuseppe Giovanelli                                                                       | 150       |
| 300m in piedi              | Olle Ericsson                                                                                        | 151       | Christiaan Both                                                                | 147       | Karl Zimmermann                                                                           | 142       |

#### Pistola
| Evento        | Oro                                                                                  | Oro       | Argento                                                                              | Argento   | Bronzo                                                                         | Bronzo    |
| Evento        | Atleta                                                                               | Risultato | Atleta                                                                               | Risultato | Atleta                                                                         | Risultato |
| 50m           | Torsten Ullman                                                                       | 547       | Erich Krempel                                                                        | 545       | Walter Büchi                                                                   | 539       |
| 50m a squadre | Svizzera Ernst Andres Fritz Leibundgut Ernst Flückiger Severin Crivelli Walter Büchi | 2634      | Italia Giancarlo Boriani Bosforo Capone Stefano Margotti Carlo Maresca Ugo Pistolesi | 2569      | Germania Hermann Beltzner Erich Krempel Günther Lorenz Emil Martin Paul Wehner | 2548      |

#### Pistola a fuoco rapido
| Evento | Oro               | Oro       | Argento           | Argento   | Bronzo                   | Bronzo    |
| Evento | Atleta            | Risultato | Atleta            | Risultato | Atleta                   | Risultato |
| 25m    | Walter Boninsegni | 18        | František Pokorný | 18        | Arturo González Costello | 18        |

## Medagliere
Nazione ospitante
| Posiz. | Nazione        | Oro | Argento | Bronzo | Totale |
| ------ | -------------- | --- | ------- | ------ | ------ |
| 1      | Finlandia      | 6   | 3       | 2      | 11     |
| 2      | Estonia        | 4   | 4       | 1      | 9      |
| 3      | Svezia         | 4   | 2       | 4      | 10     |
| 4      | Francia        | 2   | 3       | 2      | 7      |
| 5      | Svizzera       | 1   | 2       | 4      | 7      |
| 6      | Italia         | 1   | 1       | 1      | 3      |
| 7      | Ungheria       | 1   | 0       | 0      | 1      |
| 8      | Norvegia       | 0   | 1       | 3      | 4      |
| 9      | Germania       | 0   | 1       | 1      | 2      |
| 10     | Cecoslovacchia | 0   | 1       | 0      | 1      |
| 10     | Paesi Bassi    | 0   | 1       | 0      | 1      |
| 12     | Spagna         | 0   | 0       | 1      | 1      |